# 이미다졸-4-온-5-프로피온산
이미다졸-4-온-5-프로피온산(영어: imidazol-4-one-5-propionic acid)은 히스티딘의 대사 과정에서의 대사 중간생성물이다. 이미다졸-4-온-5-프로피온산은 공기 중에서 빛에 민감한 무색의 화합물이다. 이미다졸-4-온-5-프로피온산은 유로카네이스에 의해 유로칸산으로부터 생성된다. 글루탐산 유도체에 대한 헤테로고리의 가수분해는 이미다졸론프로피온산 가수분해효소에 의해 촉매된다.

## 같이 보기
- 폼이미노글루탐산
- 유로칸산
- 유로카네이스